# Lista volumelor publicate în Colecția SF (Editura Lucman)
Colecția SF de la Editura Lucman a apărut între anii 1997 și 2006. Aici au fost publicate integral seriile Probabilității a lui Nancy Kress, Lucky Star a lui Isaac Asimov, Dayworld a lui Philip José Farmer sau Rama a lui Arthur C. Clarke, alături de alți autori celebri ca John Brunner, Gérard Klein sau A. E. van Vogt.
În continuare este prezentată lista volumelor publicate în Colecția SF:

## 1997
În anul 1997, la editura Domino apărea o nouă colecție SF. După apariția a doua numere, aceasta avea să se transforme în Colecția SF a editurii Lucman, care a reînceput numerotarea cu numărul 1.
| Nr. | Autor(i)      | Titlu                  | Titlu original      | Traducător(i)    | Data apariției | Note / Ref. |
| --- | ------------- | ---------------------- | ------------------- | ---------------- | -------------- | ----------- |
| 1   | John Brunner  | Călător pe unda de șoc | The Shockwave Rider | Corina Marcovici | 1997           |             |
| 2   | A. C. Crispin | Alien - Invierea       |                     |                  |                |             |
|     |               |                        |                     |                  |                |             |

## 1998 - 2006
Între anii 1998 și 2006 au fost publicate 26 de numere ale Colecției SF. Spre deosebire de colecțiile similare ale editurilor Nemira și Teora, aici nu au existat reeditări. Până la numărul 14, colecția a avut un design al copertei (cu câteva excepții), pe care l-a modificat începând cu numărul 15.
| Nr. | Autor(i)                       | Titlu                    | Titlu original                                                               | Traducător(i)                       | Data apariției | Note / Ref. |
| --- | ------------------------------ | ------------------------ | ---------------------------------------------------------------------------- | ----------------------------------- | -------------- | ----------- |
| 1   | Isaac Asimov                   | Rătăcitor în spațiu      | David Starr, Space Ranger / Lucky Starr and the Pirates of the Asteroids     | Virgiliu Păstoreanu                 | 1998           |             |
| 2   | John Brunner                   | Un labirint de stele     | A Maze of Stars                                                              | Constantin-Dumitru Palcus           | 1999           |             |
| 3   | Isaac Asimov                   | Fantomele Soarelui       | Lucky Starr and the Oceans of Venus / Lucky Starr and the Big Sun of Mercury | Virgil Dorobanțu și Dorin Preisler  | 1999           |             |
| 4   | Bernard Werber                 | Revoluția furnicilor     | La Révolution des fourmis                                                    |                                     | 2000           |             |
| 5   | Philip José Farmer             | Dayworld                 | Dayworld                                                                     | Dorin Preisler                      | 2000           |             |
| 6   | Philip José Farmer             | Poarta                   | Traitor to the Living                                                        | Cristian Sângeorzan                 | 2000           |             |
| 7   | A. E. van Vogt                 | Universul umbrelor       |                                                                              | Dorin Preisler                      | 2000           |             |
| 8   | Isaac Asimov                   | Robotul de pe Jupiter    | Lucky Starr and the Moons of Jupiter / Lucky Starr and the Rings of Saturn   | Virgiliu Păcurețu și Dorin Preisler | 2001           |             |
| 9   | Philip José Farmer             | Rebelul din Dayworld     | Dayworld Rebel                                                               | Radu Șerban                         | 2001           |             |
| 10  | Bernard Werber                 | Imperiul îngerilor       | L'Empire des anges                                                           |                                     | 2001           |             |
| 11  | Victor Kernbach                | Luntrea sublimă          | -                                                                            | -                                   | 2001           |             |
| 12  | Philip José Farmer             | Dayworld terminus        | Dayworld Breakup                                                             | Radu Șerban                         | 2001           |             |
| 13  | A. E. van Vogt                 | Război împotriva yazilor | The Winged Man                                                               | Cristian Sângeaorzan                | 2002           |             |
| 14  | Gérard Klein                   | Legea talionului         | Le Loi du talion                                                             | Vladimir Colin și Ștefan Ghidoveanu | 2001           |             |
| 15  | Arthur C. Clarke               | Rendez-vous cu Rama      | Rendezvous With Rama                                                         | Mihai-Dan Pavelescu                 | 2002           |             |
| 16  | John Brunner                   | Orbită periculoasă       | The Jagged Orbit                                                             | Cristian Sângeorzan                 | 2003           |             |
| 17  | Arthur C. Clarke și Gentry Lee | Rama II                  | Rama II                                                                      | Florin Mircea Tudor                 | 2002           |             |
| 18  | Arthur C. Clarke și Gentry Lee | Grădina din Rama         | The Garden of Rama                                                           | Lidia Grădinaru                     | 2002           |             |
| 18  | Pierre Pelot                   | Delirium Circus          | Delirium Circus                                                              | Nicolae Constantinescu              | 2003           | [ 3 ]       |
| 19  | Arthur C. Clarke și Gentry Lee | Război pe Rama           | Rama Revealed                                                                |                                     | 2002           |             |
| 20  | Marcel Brion                   | Orașul de nisip          | La Ville de sable                                                            | Nicolae Constantinescu              | 2002           |             |
| 21  | Nancy Kress                    | Luna probabilistică      | Probability Moon                                                             | Alin C. Ionescu                     | 2003           |             |
| 22  | Nancy Kress                    | Soarele probabilistic    | Probability Sun                                                              | Doina Doru                          | 2004           |             |
| 23  | Nancy Kress                    | Spațiul probabilistic    | Probability Space                                                            | Ancaoana Mîndrilă                   | 2004           |             |
| 24  | Neal Asher                     | Cowl                     | Cowl                                                                         |                                     | 2005           |             |
| 25  | Nancy Kress                    | Foc încrucișat           | Crossfire                                                                    | Radu Timnea                         | 2005           |             |
| 26  | Charles Sheffield              | Pânza dintre lumi        | The Web Between the Worlds                                                   |                                     | 2006           |             |